# Mechanitis septentrionalis
Mechanitis septentrionalis är en fjärilsart som beskrevs av Apolinar 1928. Mechanitis septentrionalis ingår i släktet Mechanitis och familjen praktfjärilar. Inga underarter finns listade i Catalogue of Life.